# Поршна
Поршна́ — село в Україні, у Львівському районі Львівської області. Населення становить 512 осіб.

## Населення
За даними Всеукраїнського перепису населення, у селі мешкало 512 осіб. Мовний склад села був таким:
| Мова       | Число ос. | Відсоток |
| ---------- | --------- | -------- |
| українська | 509       | 99,41    |
| російська  | 2         | 0,39     |
| інші мови  | 1         | 0,20     |

## Історія
В архівних документах Поршна вперше згадується в 1468 році. Населення займалось розробкою кам'яного кар'єру, випалюванням вапна.

## Релігія
- церква Покрови Пресвятої Богородиці (1925, архітектор Олександр Лушпинський)

## Відомі мешканці

### Народились
- Кадикало Микола Олегович — народний депутат України VIII скликання. Член депутатської фракції Політичної партії «Народний фронт».
- Шиян Богдан Михайлович — доктор педагогічних наук, професор фізичного виховання, заслужений працівник фізичної культури і спорту України.
- Геровський Юліан Михайлович — правник, посол (депутат) австрійського парламенту, галицький та буковинський громадсько-політичний діяч, москвофіл.